# منى كينت
منى كينت (بالإنجليزية: Mona Kent)‏ هي كاتِبة أمريكية، ولدت في 1909، وتوفيت في 1990.